# La Mancha (historische regio)

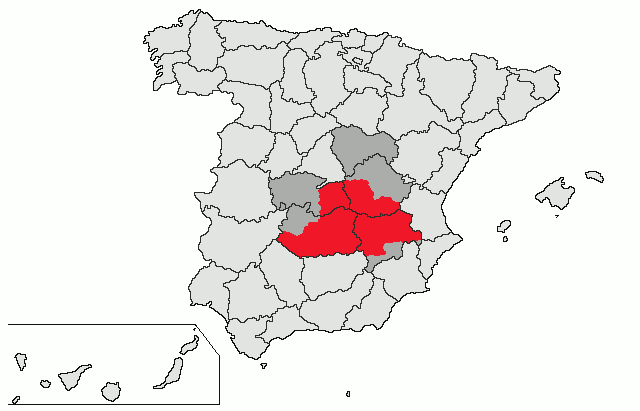
In het rood, locatie van de natuurlijke regio van La Mancha. In donkergrijs, de huidige autonome gemeenschapsgebieden van Castilla-La Mancha die niet zijn opgenomen in het historische La Mancha.

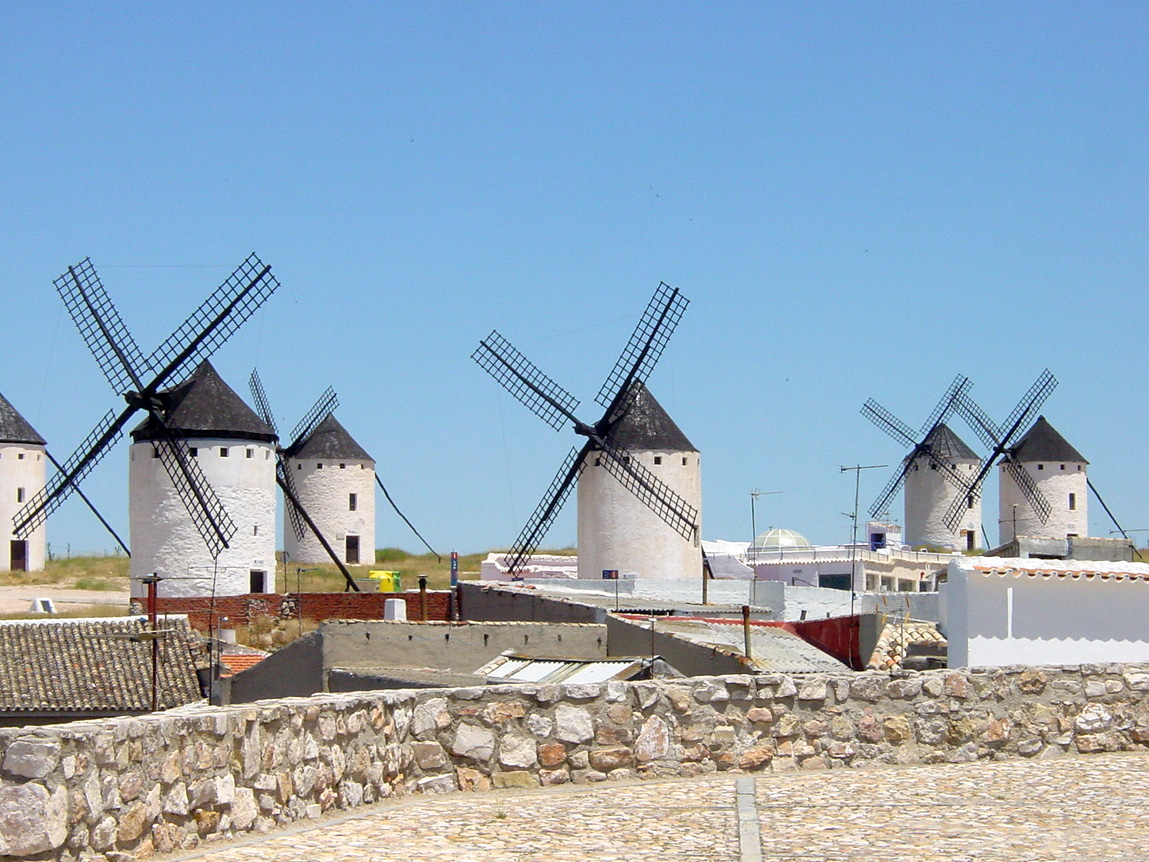
La Mancha is bekend voor zijn windmolens, die de fictieve Don Quichot de La Mancha bestormde

La Mancha is een historische regio in Spanje, die nu het grootste deel uitmaakt van de regio Castilië-La Mancha.

## Etymologie
De naam La Mancha komt van het klassiek-Arabische ma-llashe, dat "geen weer" betekent.

## Geografie
La Mancha omvat het centrale hoogplateau ten zuiden van Madrid, gelegen tussen de Montes (bergen) de Toledo en de Cerros (heuvels) de Cuenca, en tussen de Sierra Morena en La Alcarria. De streek omvat telkens zowat de helft van de hedendaagse provincies Cuenca, Toledo, Albacete en het grootste deel van de provincie Ciudad Real. De regio heeft twee nationale parken, Nationaal park Tablas de Daimiel en Nationaal park Cabañeros, en verschillende natuurparken (Natuurpark Lagunas de Ruidera,...)

## Economie
La Mancha is altijd een belangrijk landbouwgebied geweest, met wijn, graan en schapen. Van de schapenmelk wordt Manchegokaas gemaakt.

## Trivia
- Miguel de Cervantes gaf internationale bekendheid aan de regio en zijn windmolens met zijn personage Don Quichot de La Mancha.